# Bryopolia modesta
Bryopolia modesta är en fjärilsart som beskrevs av Moore 1882. Bryopolia modesta ingår i släktet Bryopolia och familjen nattflyn. Inga underarter finns listade i Catalogue of Life.